# Purumitra
Purumitra is een geslacht van spinnen uit de  familie van de wielwebkaardespinnen (Uloboridae).

## Soort
- Purumitra australiensis Opell, 1995
- Purumitra grammica (Simon, 1893)